# Листкевич, Зыгмунт
Зыгмунт Листкевич (пол. Zygmunt Listkiewicz; 17 марта 1932 — 10 мая 1989) — польский актёр театра, кино и телевидения, также театральный педагог.

## Биография
Зыгмунт Листкевич родился в Варшаве. Актёрское образование получил в Государственной высшей театральной школе (теперь Театральная академия им. А. Зельверовича в Варшаве), которую окончил в 1955 году. Актёр театров в Варшаве. Выступал в спектаклях польского «театра телевидения» в 1954—1986 годах. Преподаватель Государственной высшей театральной школы в Варшаве в 1958—1968 годах. Умер в Варшаве.

## Избранная фильмография
- 1953 — Три повести / Trzy opowieści
- 1955 — Часы надежды / Godziny nadziei
- 1956 — Тень / Cień
- 1956 — Человек на рельсах / Człowiek na torze
- 1958 — Эроика / Eroica
- 1960 — Косоглазое счастье / Zezowate szczęście
- 1961 — Самсон / Samson
- 1963 — Где генерал? / Gdzie jest generał...
- 1964 — Встреча со шпионом / Spotkanie ze szpiegiem
- 1966 — Давай любить сиренки / Kochajmy syrenki
- 1975 — Директора / Dyrektorzy (только в 6-й серии)
- 1976 — Лебёдка / Dźwig
- 1976 — Польские пути / Polskie drogi (только в 6-й серии)
- 1990 — Ян Килинский / Jan Kiliński

## Признание
- 1967 — Нагрудный знак 1000-летия польского государства.
- 1975 — Заслуженный деятель культуры Польши.